# ان‌جی‌سی ۳۷

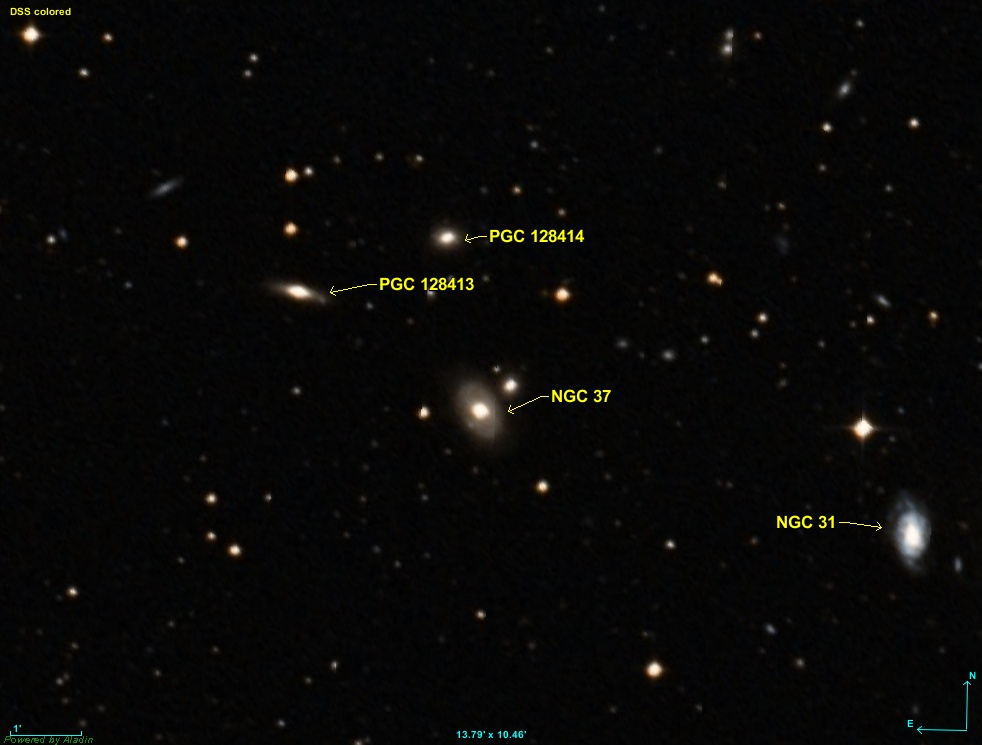
ان‌جی‌سی ۳۷

ان‌جی‌سی ۳۷ یک کهکشان‌ است.